# Grallaria spatiator
Grallaria spatiator — вид горобцеподібних птахів родини Grallariidae.

## Таксономія
Птаха описано у 1898 році як підвид мурашниці рудої Grallaria rufula spatiator. У 2020 році таксон піднято до статусу виду на основі червонувато-жовто-коричневого оперення, вокалізації та значних мітохондріальних генетичних відмінностей.

## Поширення
Є ендеміком гір Сьєрра-Невада-де-Санта-Марта на півночі Колумбії в департаментах Магдалена, Ла-Гуахіра та Сесар. Зустрічається на висотах 2200—2900 м. Населяє вологі гірські ліси та узлісся.
Вид відокремлений від близькоспорідненого Grallaria saltuensis низовиною Сесар, що відокремлює хребет Санта-Марія від Сьєрра-де-Періха.